# Mechthild I. von Wohldenberg
Mechthild I. von Wohldenberg († 1223) war von 1196 bis 1223 Äbtissin des Stifts Gandersheim.
Sie stammte aus dem Haus Wohldenberg. Ihre Brüder hatten die Vogtei über das Stift inne. Wie ihr Chronist Eberhard festgehalten hat, konnte sie erreichen, direkt an den Papst zu berichten. Sie hatte ein Siegel und ließ Münzen prägen.